# Desvío Los Mogotes
Los Mogotes era una estación de ferrocarril ubicada en las áreas rurales del departamento de La Candelaria, provincia de Salta, Argentina.

## Historia
La estación fue abierta al tránsito en junio de 1886 por el Ferrocarril Central Norte Argentino.

## Servicios
No presta servicios de pasajeros, sólo de cargas. Sus instalaciones se encuentran en ruinas, sus vías están a cargo de la empresa estatal Trenes Argentinos Cargas.